# Einsam (Roman)

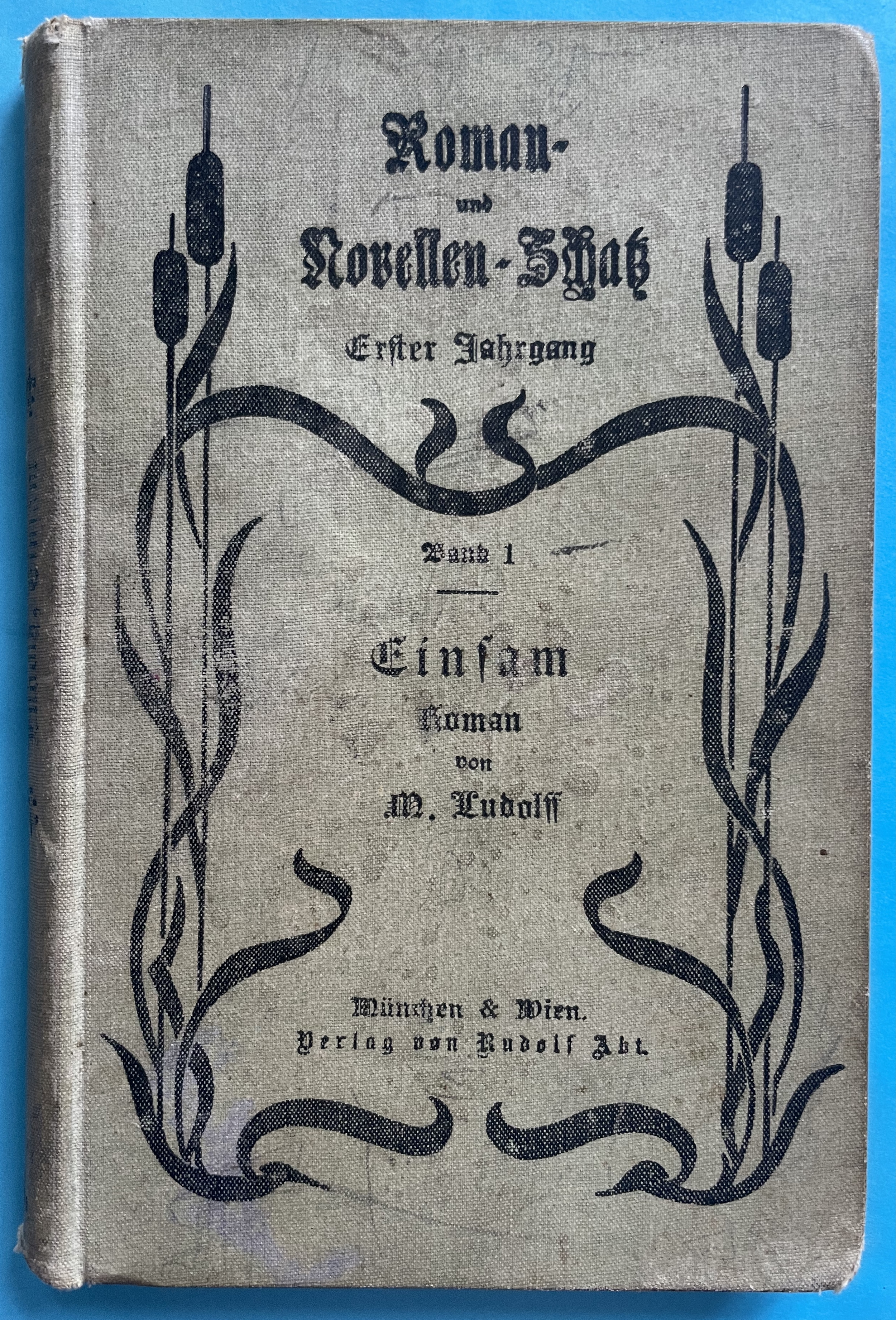
Umschlag der Erstausgabe (1898)

Einsam (im Erstdruck: Die Einsamen) ist ein Roman von Luise Huyn. Er erschien in Fortsetzungen im Grazer Volksblatt im Januar und Februar 1897. Die erste Buchausgabe kam 1898 als erster Band der Buchreihe Roman- und Novellen-Schatz in den Verkauf. Er handelt von der tragischen Liebesgeschichte von Leocadie „Cadie“ von Trontlingen und Alexander von Hohenland, die durch das Schicksal für zwanzig Jahre getrennt werden. Als sie sich wiederfinden, ist Hohenland mit ihrer Tochter verheiratet.

## Handlung
Leocadie lebt auf Schloss Hohenland bei ihrem Großvater, wo sie, weil sie eine Frau ist, geringgeschätzt wird und die Rolle der Gesellschafterin ihres schwächlichen Cousins und Schlosserben Willibald einnehmen muss. Sie verliebt sich jedoch in ihren anderen Cousin, Alexander von Hohenland, und beide schwören sich ewige Treue. Alex reist ab, da er als Seemann für mehrere Jahre verpflichtet ist. Während seiner Abwesenheit reist der Großvater mit Willibald und Leocadie nach Kairo, in der Hoffnung, Willibalds Gesundheit zu verbessern. Kurz darauf erreicht Schloss Hohenland die Nachricht, dass Leocadie gestorben sei. Trotz Willibalds Genesung und seiner Rückkehr nach Hohenland bleiben die Umstände ihres Todes unklar. Es heißt, Leocadie habe einen Herrn Castle geheiratet, ihren Erbanteil eingefordert und sei dann bei einem Schiffsunglück ums Leben gekommen. Der Großvater schweigt über die Ereignisse, doch sein Verhalten kurz vor seinem Tod lässt vermuten, dass er sein Handeln gegenüber Leocadie bereut.
Alexander erfährt von ihrem Tod und wendet sich an Willibald, um mehr Details zu erhalten, damit er Leocadies Grab in Kairo besuchen kann. Inzwischen kehrt Leocadie, schwanger und in einem desolaten Zustand, nach Hohenland zurück, wird jedoch in einem entfernten Gut, „Altenhaus“, versteckt und fügt sich ihrem Schicksal. Selbst als Alexander wenige Jahre später zufällig eine Nacht im Altenhaus verbringt, gelingt es ihr nicht, über den als zurückgeblieben geltenden Sohn der Haushälterin Kontakt zu ihm aufzunehmen. Alexander reist ab, und Willibald erklärt Leocadie, dass Alexander inzwischen verheiratet sei.
Während einer Schiffsreise lernt Alexander die elfjährige Gisela Burg kennen, deren Vater in Philadelphia stirbt und Alexander bittet, seine Tochter zu dessen Schwester nach Stromburg am Inn zu bringen. Auf der Reise dahin freunden sich die beiden an. Sieben Jahre später kehrt Alexander, nun Kapitän, nach Stromburg zurück und beschließt, um die Hand der mittlerweile fast volljährigen Gisela anzuhalten. Sie nimmt freudig an. Die Hochzeitsreise verknüpfen sie mit einem Liebesdienst für einen jungen Freund Giselas, der als Lehrjunge in Stromburg unglücklich war und nun ins Altenhaus zurückgebracht werden soll. Hinweise enthüllen, dass dieser Junge derselbe ist, durch den Leocadie einst Kontakt zu Alexander aufzunehmen versuchte.
Das neuerliche Zusammentreffen von Leocadie und Alexander klärt nun die meisten offenen Fragen und löst sich in einem zweifelhaften Happy End: Alexander ist, wenn nicht mit Leocadia, so doch mit ihrer verlorenen geglaubten Tochter Gisela aus ihrer Ehe mit Herrn Castle (deutsch: Burg) verheiratet, die sie durch Schiffbruch tot glaubte. Der Junge ist nicht der Sohn der Haushälterin des Altenhauses, sondern Giselas Bruder und Leocadies Sohn, der nun mit seiner Mutter vereint ist. Willibald, dessen Lebensglück bereits durch den Tod seines Sohnes verloren war, stirbt, nachdem sein Verhalten gegenüber Leocadie ans Licht gekommen war. Alexander erbt das Schloss, und alle finden ihr Glück.
Trotzdem bleibt eine zentrale Frage der Handlung offen, nämlich warum Leocadie ihr Gelöbnis, auf Alex zu warten, so schnell über Bord warf. Ihre „Schuld“ scheint sie durch ihr Dasein als alte Frau gebüßt zu haben, während der ihr gleichalte Alex von Hohenlanden mit einer zwanzig Jahre jüngeren Frau glücklich wird.

## Ausgaben
- Erstdruck: M. Ludolff-Huyn: Die Einsamen. Roman. In: Grazer Volksblatt, Jg. 30, 14. Januar 1897, Nr. 30[1] bis zum 16. Februar 1897, Nr. 37[2].
- Erstausgabe: M. Ludolff: Einsam. Roman. Roman- und Novellen-Schatz, Band 1. München und Wien, Verlag von Rudolf Abt, 1898 (vordatiert auf 1899).
- M. Ludolff: Einsam. Hauptmann’sche Romansammlung, Band 28.[3] (vor 1918)